# Schlacht von Zülpich
Die Schlacht von Zülpich (lateinisch Tolbiacum) wurde im Jahr 496 zwischen den Rheinfranken unter Sigibert von Köln mit der Hilfe der Salfranken unter Chlodwig I. gegen die angreifenden Alamannen ausgetragen. Durch die Schlacht wurden die Alamannen entscheidend geschwächt. Der Eingriff Chlodwigs I. stärkte seine Position bei den Rheinfranken. Der Austragungsort der Schlacht war möglicherweise die Wollersheimer Heide zwischen Langendorf (Zülpich) und Wollersheim (Nideggen), etwa 60 km östlich der heutigen Grenze zwischen Belgien und Deutschland. Die Franken siegten über die Alamannen. Die Schlacht von Zülpich ist die zweite von drei Schlachten, die Chlodwig I. gegen die Alamannen führte. Die dritte, die Schlacht bei Straßburg im Jahr 506, sollte schließlich zum Ende des Alamannenreiches führen. Aufgrund Chlodwigs Taufe nach dem Ende der Zülpicher Schlacht ist sie durch Gregor von Tours auch als Bekehrungsschlacht überliefert.

## Bekehrung nach dem Sieg
Im Verlauf der Schlacht soll der damals noch heidnische Frankenkönig Chlodwig I. seine Taufe für den Fall eines Sieges gelobt haben. Die Alamannen unterwarfen sich, nachdem ihr (namentlich nicht genannter) König gefallen war. Chlodwig I. soll seinen Erfolg diesem Versprechen zugeschrieben haben, daher glaubte er an die Hilfe Gottes und wurde angeblich noch im selben Jahr in Reims zum Christen getauft. Auffällig ist die Parallele zu Kaiser Konstantin, der sich Quelltexten zufolge ebenfalls im Zusammenhang mit einer siegreichen Schlacht, der Schlacht an der Milvischen Brücke gegen Maxentius im Jahr 312, zum Christentum bekehrt haben soll.
Nach dieser Schlacht geriet das nördliche alamannische Siedlungsgebiet bis zur heutigen Dialektgrenze zwischen Schwaben und Franken unter fränkische Herrschaft. Die restlichen Alamannen stellten sich unter den Schutz des Ostgotenkönigs Theoderich und wurden erst 506/531 endgültig dem Fränkischen Reich eingegliedert, unter dessen Oberhoheit sich das alemannische Stammesherzogtum bildete.

## Ort der Schlacht

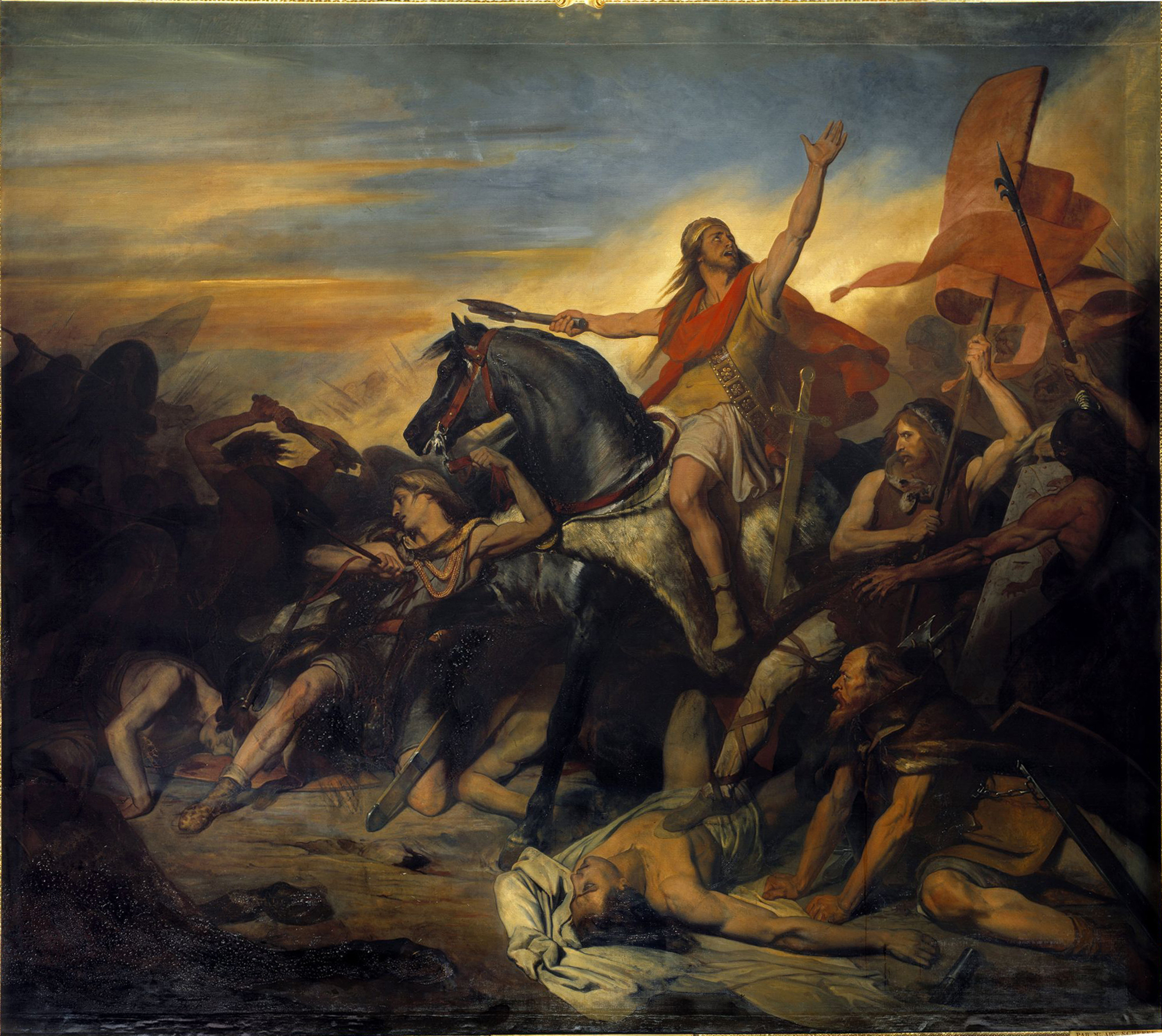
Schlacht von Zülpich 496, Historiengemälde von Ary Scheffer, entstanden um 1834

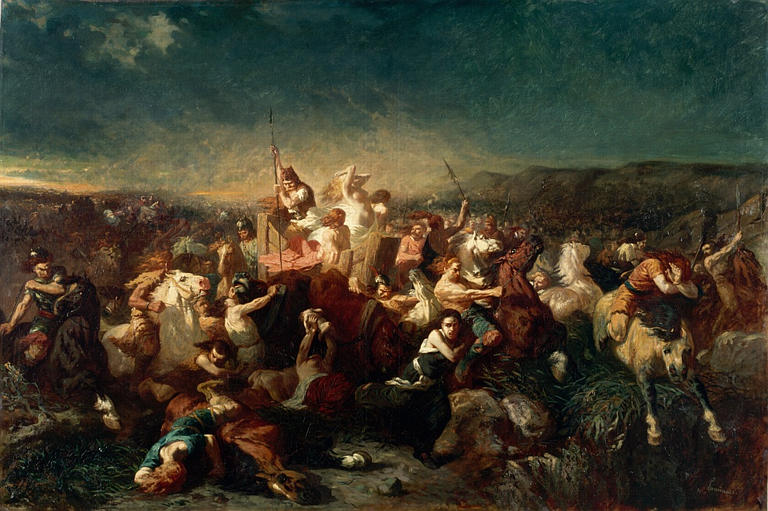
Flucht der Germanen nach der Schlacht von Tolbiac, Historiengemälde von Évariste-Vital Luminais, 19. Jahrhundert

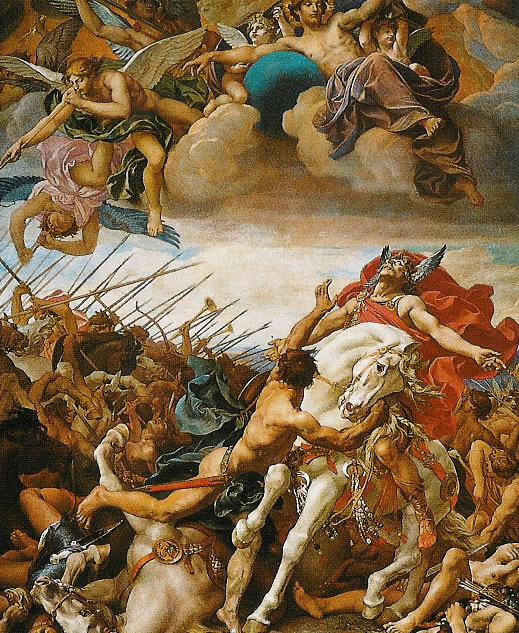
La bataille de Tolbiac, Historienfresko im Panthéon, Paris, 19. Jahrhundert

Mittlerweile bezweifeln einige Historiker, dass Zülpich (römisch Tolbiacum) der Ort dieser Schlacht war; der von Gregor von Tours genannte Ort Tulbiac könne oder müsse sogar südlicher gelegen haben, da es so weit im Norden schlichtweg keine Alamannen gab. Zur generellen Verortungsproblematik weist Eugen Ewig darauf hin, dass dies keineswegs unwahrscheinlich ist. Die Alamannen verfügten durch die vorausgegangenen Verluste von Gebieten um Besançon, Langres und Troyes an die Burgunden in den späten 470er Jahren noch über zwei große Aufmarschrouten nach Westen. Dabei führte die eine von Straßburg über die Zaberner Steige und die andere von Worms über Kaiserslautern nach Metz. Für die Zeit nach 480 sieht Ewig dann zwei mögliche Zugrichtungen für Alamanneneinfälle, und zwar eine vom Andernacher Raum über die Eifel auf die Römerstraße Trier–Köln und auf dieser bis Zülpich, während die südlichere Route von Straßburg über Metz wiederum auf die Fernstraße Trier–Köln bis in den Zülpicher Raum geführt haben könnte. Demnach ist also nicht ausgeschlossen, dass bereits an den strategisch bedeutenden Knotenpunkten sowohl in mittel- und oberrheinischen Gebieten als auch in weitläufigeren Eifelbereichen fränkisch-alamannische Gefechte stattfanden. Da Chlodwig in den 490er Jahren jedoch auch einen Krieg gegen die Westgoten unter Alarich II. führte, scheint durchaus naheliegend, dass der Frankenkönig zu dieser Zeit vor allem auf die militärische Unterstützung seines möglicherweise engen rheinfränkischen Verwandten Sigibert angewiesen war.
Die meisten Historiker gehen davon aus, dass mit Tulbiac Zülpich gemeint ist. Aber auch unter dieser nicht ganz gesicherten Annahme bestehen erhebliche Zweifel, ob die Schlacht, in der die Franken einen entscheidenden Sieg gegen die Alamannen errangen und in dessen Folge Chlodwig sich taufen ließ, diejenige bei Zülpich war. Gregor von Tours nennt den Ort der Schlacht nämlich nicht direkt, sondern erwähnt Tolbiac lediglich im Zusammenhang mit der Schlacht von Vouillé, bei der den Franken Chloderich beistand: „ein Sohn Sigiberts des Hinkenden, jenes Sigiberts, der im Kampfe gegen die Alemannen bei Zülpich (apud Tulbiacensium oppidum) am Knie verwundet worden war“. Ähnlich sieht es auch Walther Schultze, der im Wesentlichen eine textkritische Folgerung von Wilhelm von Giesebrecht übernimmt: „Nach einer Stelle bei Gregor (Historia Francorum II, 37) hat man früher mit Unrecht die Schlacht an den Niederrhein, nach Zülpich verlegt, aber die Worte Gregors können auch in anderem Sinne ausgelegt werden, denn es ist ja die Möglichkeit nicht ausgeschlossen, dass Sigebert früher schon einmal in einer Schlacht bei Zülpich schwer verletzt wurde. Nach der vita Vedasti scheint die Schlacht am Oberrhein stattgefunden zu haben, weil der König über Toul nach Hause zurückkehrte.“ Knut Schäferdiek weist jedoch darauf hin, dass Folgerungen aus den Angaben in der Vita Vedasts „kein verlässliches Zeugnis dafür sind, daß Toul 496/7 im Besitz Chlodwigs war. Die Vita setzt eine Begegnung des Königs mit Vedastes in Toul voraus und konstruiert dafür einen historischen Rahmen aus dem Bericht Gregors von Tours über die Alemannenschlacht: bei der Rückkehr von ihr sei Chlodwig über Toul gekommen.“ Diesen Ort (lateinisch Tullum Leucorum) bezeichnet die Frankenchronik des Fredegar im Brüderkrieg zwischen Theuderich II. und Theudebert II. als Tollo civitate. Der später verfasste Liber Historiae Francorum überliefert wie Gregor von Tours unter anderem die Schreibweise Tulbiacum für Zülpich.
Der Möglichkeit von frühen ersten Kämpfen Rechnung tragend haben nennenswerte Teile der Forschung bereits die 480er und frühen 490er Jahre für eine Schlacht bei Zülpich in Betracht gezogen, wo der im Kölner Raum sitzende König Sigebert eine Knie- und/oder Fußverletzung davongetragen haben soll. Nach den verfügbaren Quellenangaben kann jedoch nicht ausgeschlossen werden, dass er dort rheinische Franken für Chlodwigs Unterstützung an die mittlere bis untere Mosel mobilisiert haben konnte. Dagegen verweist Ingo Runde zum einen auf die äußerst problematische Zuordnung von Sigiberts Schlachtlokalisierung und damit Zülpichs als Ort des Geschehens, zum anderen allerdings auch auf eine dort nicht abzusichernde Schlachtdatierung auf 496/497. Während Hans Hubert Anton auch den Anfang der letzten Dekade des 5. Jahrhunderts in Betracht zieht, haben Wolfgang Hartung, Helmut Castritius, und Dietrich Claude bereits das Jahr 480 erwogen.
Besonders kontroverse Forschungsmeinungen über Umfang und Verortung alamannisch-fränkischer Kämpfe bestehen für die Jahre 506/507. Zwar könnten die Alamannen wegen eines zu dieser Zeit großflächigen Angriffskriegs der Franken gegen die Westgoten wiederum ein verringertes fränkisches Verteidigungspotenzial vorgefunden bzw. gezielt ausgenutzt haben, jedoch sprechen vor allem zwei gewichtige Gründe gegen diese Annahme: Zum einen die zu dieser Zeit von Cassiodor überlieferte Mahnung von Theoderich dem Großen an Chlodwig, nicht weiter gegen alamannische Völker vorzugehen, woraus man folgern kann, dass deren Kampfverbände kaum weit in ostfränkische Gebiete eindringen konnten. Zum anderen scheint aber auch Gregor von Tours in seiner Darstellung über die von Chlodwig initiierte Beseitigung von Sigibert eine innenpolitisch entspannte Situation glaubwürdig anzudeuten, wo der König es sich demnach leisten konnte, rheinferne wie anscheinend bis in heutige osthessische Gebiete reichende Wälder zu durchkreuzen, um in dem „Buchonischen Wald“ („Buconia silva“) seiner Jagdleidenschaft nachzugehen wie auch seinen dort befindlichen Schatzhort aufzusuchen.
Eugen Ewig stellt seine Annahme, dass für die Jahre 506/507 von einer letztlich entscheidenden alamannisch-fränkischen Schlacht eher im oberrheinischen bzw. Straßburger Raum ausgegangen werden sollte – die schließlich zu der ostgotischen Mahnbotschaft an Chlodwig führte – auch in den Zusammenhang dort nachfolgend verschobener Raumverhältnisse von Franken und Alemannen.
Der Mediävist Dieter Geuenich hält, wiederum den Zülpicher Raum eingeschlossen, schließlich neun in der Forschung diskutierte Austragungsorte für sämtliche in Chlodwigs Regierungszeit fallende alamannisch-fränkische Kampfhandlungen für mehr oder weniger wahrscheinlich.
→ Siehe Chlodwig-Stele

## Folgen
Die Bekehrung der Franken unter Chlodwig hatte für die Geschichte des Frankenreiches weitreichende Folgen: Anders als bei den Römern, wo die Hinwendung zum neuen Glauben Sache des Einzelnen war, war die Bekehrung zum christlichen Glauben bei den germanischen Völkern oft eine Sache des ganzen Volkes, nach Vorgabe des Königs. Chlodwig bekannte sich zum orthodoxen, athanasischen Katholizismus – im Gegensatz zu den anderen Germanenvölkern, die Arianer geworden waren – und minimierte so von vorneherein das Konfliktpotential mit der galloromanischen Bevölkerung seines neuen Reiches. Das führte zu einer schnellen und weitgehend problemlosen Verschmelzung der Völker.

## Rezeption
Als König Louis-Philippe I. am 10. Juni 1837 den Louvre eröffnete, enthielt die Galerie des Batailles im Zentrum der Gemäldesammlung Bilder der Schlachten von Tolbiac bis Wagram, um die Geschichte Frankreichs darzustellen. Die Schlacht von Zülpich wurde so an den Ursprung des französischen Staates gestellt. Unter Napoleon III. wurde eine breite Straße im Südosten von Paris Rue de Tolbiac benannt, trägt diesen Namen bis heute und gab auch der Metrostation Tolbiac ihren Namen. Auch im Pariser Panthéon findet sich unter den Wandgemälden, die die Geschichte Frankreichs im Blickwinkel des 19. Jahrhunderts darstellen, eine Darstellung der bataille de Tolbiac.

In Deutschland thematisierte der Volksdichter Karl Simrock die Bekehrung Chlodwigs in dem Gedicht Die Schlacht bei Zülpich, das 1836 erschien und noch bis weit ins 20. Jahrhundert an vielen deutschen Schulen auswendig gelernt wurde.

„Chlodewig der Frankenkönig sah in Zülpichs heißer Schlacht,

Daß die Allemannen siegten durch der Volkszahl Uebermacht …“

Der Schriftsteller Michael Kuhn baute die Handlung seiner Romantrilogie um den Merowinger Marcellus rund um die Schlacht bei Zülpich auf.